# Beck's
Beck's — популярна міжнародна пивна торговельна марка, що належить найбільшому світовому виробнику пива корпорації Anheuser-Busch InBev. Оригінальний виробник пива цієї торговельної марки — броварня Beck & Co. з Бремена, Німеччина. Наразі найпопулярніший сорт Beck's Pilsner виробляється за ліцензією броварнями низки країн світу, включаючи Україну.
За результатами 2010 року торговельна марка Beck's посіла 6-е місце за обсягами продажу пива на території Німеччини, протягом року в країні було реалізовано 257 мільйонів літрів цього напою.

## Історія

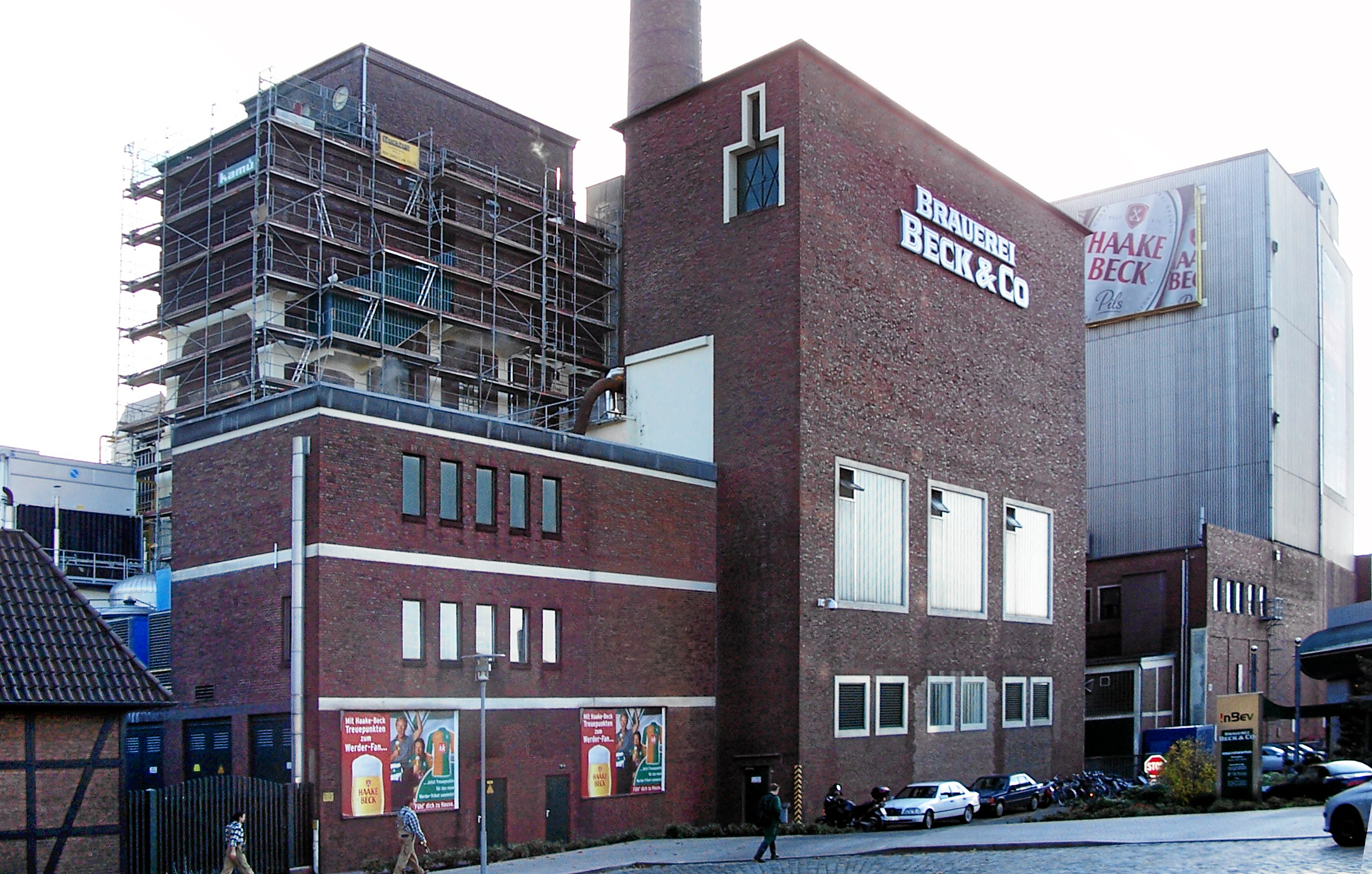
Будівля броварні Beck & Co. у Бремені.

Історія пива Beck's розпочалася 1873 року у Бремені, коли місцевий підприємець-будівник Людер Рутенберг (нім. Lüder Rutenberg) вирішив збудувати у місті нову броварню та найняв для управління цим підприємством броваря Хайнріха Бека (нім. Heinrich Beck) та управлінця Томаса Мая (нім. Thomas May). Новостворена броварня отримала назву Kaiserbrauerei Beck & May o.H.G.. За два роки, у жовтні 1875, Томас Май полишив підприємство і його назву було змінено на Kaiserbrauerei Beck & Co.
Комерційний успіх пива броварні був обумовлений не лише високою якістю продукції, але й стратегічним місцезнаходженням Бремена — річковий порт на Везері дозволяв швидко доставити її водним шляхом на іноземні ринки. В Німеччині Beck's почали продавати з 1949 року, до цього він йшов тільки на експорт. Підприємство лишалося у приватній власності декількох місцевих родин до лютого 2002 року, коли його було продано бельгійській пивоварній корпорації Interbrew за 1,8 мільярдів євро. Згодом бельгійська компанія стала співзасновником міжнародного пивоварного гіганта Anheuser-Busch InBev, до активів якого й відійшли броварня Beck & Co. та однойменна торговельна марка.
Поза Німеччиною (броварні в Бремені, Іссумі, Мюнхені), Beck's виробляється ще у декількох країнах, експортується до 120 країн світу. Виробництво за ліцензією за межами Німеччини здебільшого здійснюється на підприємствах, що входять або входили до складу активів Anheuser-Busch InBev. Зокрема пиво Beck's варять в Австралії, Болгарії, Боснії і Герцеговині, Китаї, Нігерії, Росії, Румунії, Сербії (на Апатинській пивоварні), Туреччині. В Україні пиво цієї торговельної марки виробляється на чернігівському пивкомбінаті «Десна», що входить до складу корпорації ПрАТ «АБІНБЕВ ЕФЕС УКРАЇНА».

## Асортимент пива

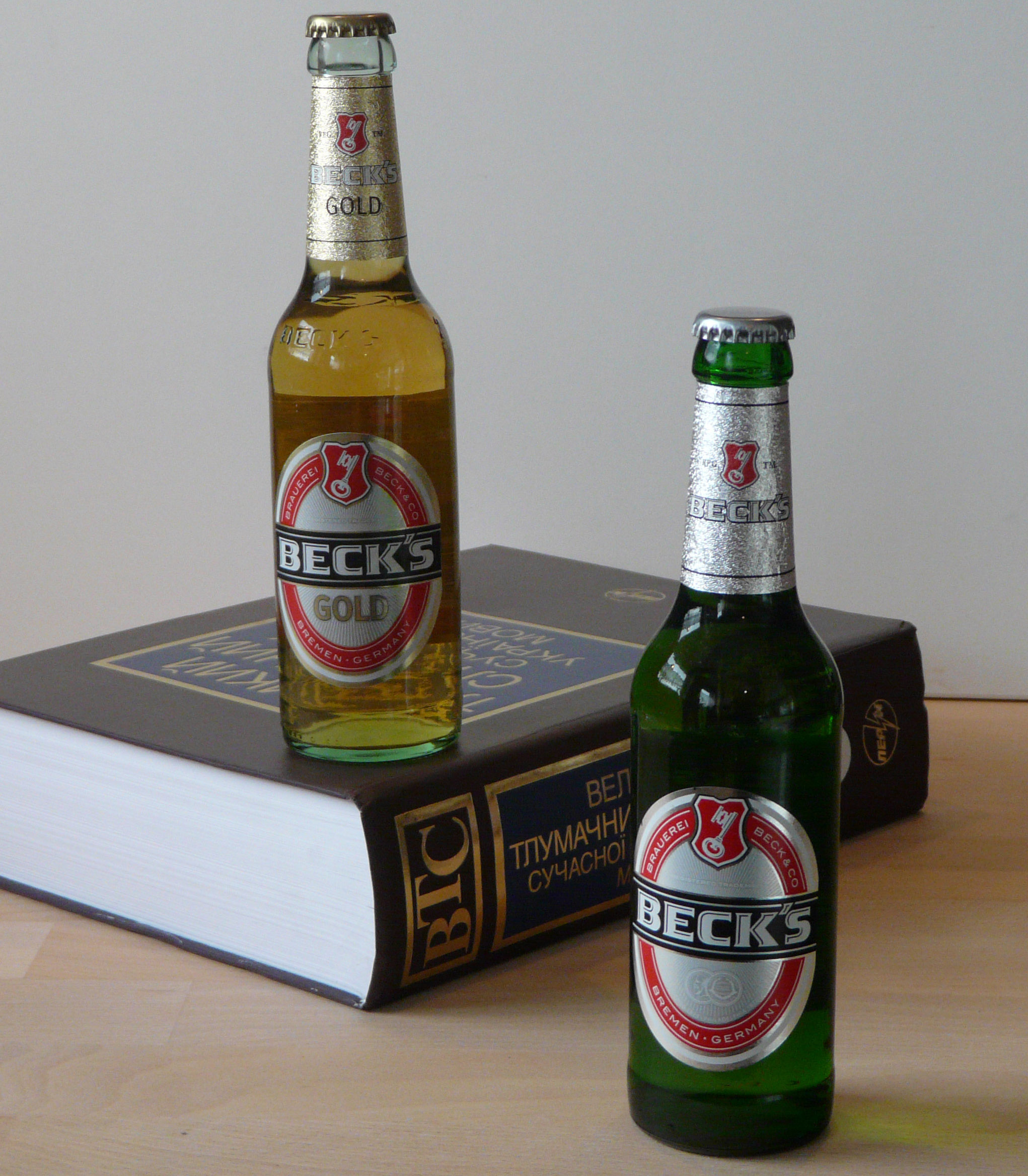
Класичний Beck's Pils та Beck's Gold

Асортимент пива торговельної марки Beck's суттєво відрізняється в залежності від конкретного ринку збуту. Основні сорти Beck's можна умовно розділити на міжнародні та такі, що виробляються лише у Німеччині та насамперед для потреб внутрішнього ринку:
Міжнародні сорти:
- Beck's Pilsner — пільзнер з вмістом алкоголю 4,8 %, експортна комерційна назва сорту Beck's Pils, найпопулярнішого сорту, виробництво якого здійснюється зокрема й в Україні, на виробничих потужностях САН ІнБев Україна;
- Beck's Premium Light — полегшене світле пиво з вмістом алкоголю 2,3 %;
- Beck's Dark — напівтемне пиво з вмістом алкоголю 4,8 %;
- Beck's Oktoberfest — спеціальне «сезонне» світле пиво з вмістом алкоголю 5,0 %;
- Beck's Non-alcoholic — безалкогольне світле пиво з вмістом алкоголю 0,3 %;

Асортимент на німецькому ринку:
- Beck's Pils — пільзнер з вмістом алкоголю 4,9 %, класична марка на ринку Німеччини;
- Beck's Gold — преміальне світле, більш м'яке на смак ніж класичний Beck's Pils, пиво з вмістом алкоголю 4,9 %;
- Beck's Ice — полегшене льодове пиво з вмістом алкоголю 2,5 %;
- Beck's Level 7 — напій на основі пива з ароматизатором «лайм» та вмістом алкоголю 2,5 %;
- Beck's Chilled Orange — напій на основі пива з ароматизатором «апельсин» та вмістом алкоголю 2,5 %;
- Beck's Green Lemon — напій на основі пива з ароматизатором «лимон» та вмістом алкоголю 2,5 %;
- Beck's Alkoholfrei — безалкогольний сорт Beck's на ринку Німеччини;

Крім безпосередньо пива торговельної марки Beck's броварня Beck & Co. у Бремені виробляє пиво під торговельними марками Haake Beck (виключно для реалізації у бременському регіоні) та St. Pauli Girl, що спрямовується лише на експорт.